# Gabriel Pires
Gabriel Appelt Pires (ur. 18 września 1993 w Rio de Janeiro) – brazylijski piłkarz występujący na pozycji środkowego, ofensywnego lub defensywnego pomocnika we Fluminense FC. Posiada również obywatelstwo portugalskie.